# Skælskør
Skælskør ( Danish: [skelˈskøˀɐ̯] ) est une localité de l'île de Seeland, au Danemark. Elle est située à Slagelse. Jusqu'en 2007, Skælskør était le siège de Skælskør Kommune. La localité est située 17 km au sud-ouest de Slagelse et 12 km au sud-est de Korsør. Skælskør abrite l'une des plus grandes brasseries du Danemark, la brasserie Harboe.

## Histoire
Historiquement, Skælskør était un port pour le trafic entre l'île de Seeland et l'île de Fionie, mais Korsør a pris le relais lorsque le port a été installé. La navigation dans le fjord de Skælskør est difficile et fut l'une des dernières eaux du Danemark à nécessiter légalement un pilote sur les bateaux de plaisance.

## Église Saint-Nicolas
L'église Saint-Nicolas (en danois : Sankt Nicolai Kirke ), également connue sous le nom d'église de Skælskør, est située au centre de Skælskør. Les parties les plus anciennes de l'église ont été construites au début des années 1200, les extensions ultérieures ayant toutes été construites avant les années 1500.
Le retable date de 1475, il représente les apôtres et la crucifixion de Jésus. Le calice date de 1729. Les fonts baptismaux datent d'environ 1300. Le couvercle des fonts baptismaux date des années 1700. La chaire date de 1630-1631 et comprend des figures représentant la naissance de Jésus, son baptême, sa marche vers le Calvaire, sa crucifixion et son ascension. Les figures sont séparées par des cariatides. Il y a trois cloches d'église. Elles datent de 1516, 1520 et 1562.
L'horloge de la tourelle est en fer et est réalisée par Hans Boesen en 1770.

## Résidents notables
- Andreas Bjørn (1703-1750), marchand et constructeur naval
- Conrad Christian Hornung (1801-1873), facteur de pianos
- Vilhelm Topsøe (1840-1881), auteur
- Haldor Topsøe (1842-1935), chimiste
- Bertel Bruun (1937-2011), écologiste
- Sannie Charlotte Carlson (1970-), chanteuse
- Karsten Nielsen (1973-), rameur d'aviron
- Pernille Rosenkrantz-Theil (1977-), femme politique et députée